# Ситняг ковпачковий
Ситняг ковпачковий або ситняг ковпаковий (Eleocharis mitracarpa) — вид трав'янистих рослин родини осокові (Cyperaceae), поширений від України до центрального Китаю.

## Опис
Багаторічна рослина 10–60 см завдовжки. Стілоподій ковпачковидий, з опуклими краями й широкоокруглою верхівкою. Колоцвітних щетинок 4–5, вони коротші від горішка. Стебла сизі. Кореневища повзучі, діаметром 1.5–2.5 мм. Стебла сіро-зелені до 100 см заввишки, товщиною 2–5 мм, гладкі. Листові піхви при основі від пурпурового до червонувато-коричневого, а верхівково — від жовтувато-коричневого до блідо-коричневого забарвлення, 1–20 см. Колоски 15–30 х 4–7 мм, переважно витягнуто-яйцюваті, гострі, з ≈100 або більше колоскових лусок, які вільно перекриваються; дві базальні колоскові луски 1–3 мм, стерильні, рівні, верхівки округлі; колоскові луски 3.5–4.5 x ≈1.3 мм, ланцетні, вузько човноподібні, слабко кілеві, боки коричневого або червонувато-коричневого кольору, краї дуже тонкоперетинчасті. Горішок від жовтого до коричневого кольору, 1.3–2 × 1–1.3 мм (не враховуючи стілоподій), яйцеподібний, поверхня глянцева, тонко або неясно сітчаста; стілоподій 0.4–0.9 x 0.5–0.8 мм, ≈кулястий, жовтий.

## Поширення
Європа: Грецькі Східні Егейські острови, Молдова, Україна, європейська Туреччина; Азія: Туреччина, Іран, Афганістан, Кашмір, Казахстан, Киргизстан, Пакистан, Таджикистан, Узбекистан, Китай. Населяє мілководдя на краю озер, болота.
В Україні зростає на болотах, заливних луках — на півдні Степу (Херсонська обл.) і в передгір'ях Криму. Входить до переліків видів, які перебувають під загрозою зникнення на територіях Закарпатської області й м. Севастополя.